# Otoyol 5
Pour les articles homonymes, voir O5.
L'autoroute O5 relie les villes d'İstanbul à İzmir en Turquie. Elle passe par d'autres villes importantes comme Bursa, Balıkesir ou Manisa. Elle est ébauchée sur six voies (2x3). L'autoroute fait partie de la route européenne 881.
L'autoroute couvre le Pont Osmangazi (ouvert fin 2016).